# Pollyanna (série télévisée d'animation)
Pour les articles homonymes, voir Pollyanna (homonymie).
Pollyanna (愛少女ポリアンナ物語, Ai Shōjo Porianna Monogatari) est un anime japonais de Kōzō Kusuba en 51 épisodes de 25 minutes, fondé sur le roman Pollyanna d'Eleanor H. Porter (1913). Il est sorti au Japon de janvier à décembre 1986.
Cette œuvre est le successeur de la "Princesse Sarah", dont le thème est la maltraitance et la jalousie du monde juvénile, c'est donc l'antithèse de la "Princesse Sarah".[réf. nécessaire] L'histoire est celle d'une fille devenue orpheline à l'âge de huit ans qui essaie toujours de "trouver de bonnes choses" dans toutes les difficultés.

## Synopsis
La fille d'un pasteur décédé (Pollyanna Whittier) part vivre chez sa riche tante Polly Harrington, qui l’accueillera très froidement. Elle possède un moyen pour lutter contre le malheur, appris auprès de son père : le jeu du bonheur, qui consiste à ne toujours voir que le bon côté de toute chose. Son enthousiasme et sa gaieté auront raison du cœur dur de sa tante et lui permettront d'affronter les épreuves de la vie.

## Personnages
- Pollyanna Whittier : Le personnage principal.
- John Whittier : Le père de Polyanna. Sa croyance était de "trouver de bonnes choses" et l'a enseignée à sa fille. Il est mort d'une maladie cardiaque à l'âge de 38 ans.
- Jennie Harrington : La mère de Polyanna. Elle est morte quand Polyanna avait quatre ans.
- Polly Harrington : La sœur cadette de Jennie, la tante de Polyanna. Elle a une personnalité raide qui finit par s'assouplir.
- Nancy Hartley : Une servante de la famille Harrington.
- John Pendleton : L'homme le plus riche de Beldingsville.
- Jimmy Bean : Le camarade de jeu de Polyanna. Un garçon orphelin, il a ensuite été adopté par John Pendleton.
- Thomas Chilton: un des médecins de Beldingsville, amour de jeunesse de Polly Harrington.
- Karen : Une amie de Polyanna est quand elle vivait avec son père dans le Midwest.

Les animaux
- Pompon : L'écureuil de Pollyanna, qui l'accompagne partout.

## Fiche technique
- Réalisateur : Kōzō Kusuba
- Scénario : Chisako Kuki, Tamao Kunihiro
- Conception des personnages : Yoshiharu Satō
- Musique : Reijirō Koroku
- Directeur du son : Etsuji Yamada
- Directeur artistique : Ken Kawai
- Planification : Shōji Satō (Nippon Animation), Eiichi Kubota (Fuji TV)
- Producteur : Junzō Nakajima (Nippon Animation), Taihei Ishikawa (Fuji TV)
- Directeur de production : Mitsuru Takakuwa

## Doublage

### Voix japonaises
- Mitsuko Horie : Pollyanna Whittier
- Hideyuki Tanaka : John Whittier
- Naoko Watanabe : Jennie Harrington
- Masako Nozawa : Polly Harrington
- Keiko Han : Nancy Hartley
- Banjō Ginga : John Pendleton
- Yūki Kudō : Karen
- Eiko Yamada : Jimmy Bean
- Taeko Nakanishi : le narrateur

### Voix françaises[1]
- Valérie Siclay : Pollyanna Whittier
- Julia Dancourt : Tante Polly, Tante Ruthy
- Jackie Berger : Jimmy Kent
- Marc François : M. Pendleton, Révérend Whittier
- Jacques Richard puis Marc Lebel : Tom, Dr Chilton
- Virginie Ledieu : Nancy Hartley
- Lucie Dolène : Durgin, Jamie
- Lionel Melet : Timothy
- Claude Chantal : la narratrice

## Génériques

### Génériques japonais
Générique de début
1. Le joyeux carnaval (しあわせカーニバル, Shiawase Kanibaru?) (Jusqu'au 27ème épisode)
  - Chanteuse : Yūki Kudō
  - Paroles : Yūho Iwasato
  - Musique : Hiroaki Serizawa
  - Arrangement : Kazuya Izumi
2. Je veux te voir sourire (微笑むあなたに会いたい, Hohoemu anata ni aitai?) (Depuis le 28ème épisode)
  - Chanteuse : Yūki Kudō
  - Paroles : Jun Asami
  - Musique : Kisaburō Suzuki
  - Arrangement : Tatsumi Yano

Générique de fin
1. Je veux être l'amour (愛になりたい, Ai ni naritai?) (Jusqu'au 27ème épisode)
  - Chanteuse : Yūki Kudō
  - Paroles : Yūho Iwasato
  - Musique : Hiroaki Serizawa
  - Arrangement : Kazuya Izumi
2. Joie (幸福, Shiawase?) (Depuis le 28ème épisode)
  - Chanteuse : Yūki Kudō
  - Paroles : Noriko Miura
  - Musique : Yasuo Kosugi
  - Arrangement : Tatsumi Yano

## Diffusion
En France, elle a été diffusée à partir du 5 septembre 1988 sur La Cinq dans Youpi ! L'école est finie.
Depuis le 3 septembre 2018, l'intégralité de la série est disponible sur la chaine YouTube TeamKids.